# The Comeback (film 1980)
The Comeback è un documentario sul Body Building del 1980, diretto da Kit Laughlin, con protagonista Arnold Schwarzenegger.

## Trama
Dopo un'assenza di cinque anni, il sei volte vincitore del Mr Olympia, Arnold Schwarzenegger tenta di vincere il prestigioso titolo per la settima volta.